# Бои за Донецкий бассейн
Бои за Донецкий бассейн (укр. Бородьба за Донецький водозбір, нем. Besetzung des Donez-Gebietes — оккупация Донецкого региона ) — военный поход специальной группы Германской имперской армии и Армии Украинской Народной Республики во главе с полковником Владимиром Синкевичем в апреле 1918 года на восточные территории Екатеринославской губернии против большевиков с целью установления украинской власти. В ходе похода специальная группа Запорожского корпуса Армии УНР заняла эти территории.

## Ход событий
30 марта 1918 года главнокомандующим Донецкой армией и руководителем обороны Донбасса был назначен Геккер, Анатолий Ильич . 31 марта Геккер сообщил Антонову-Овсеенко что формирующиеся и созданные отряды красной гвардии не будут высылаться за пределы Донбасса, а будут готовиться к активной обороне обозначенного района.
10 апреля 1918 года, на следующий день после переформирования Запорожской дивизии в корпус, штаб запорожцев получил секретный устный приказ правительства, объявленный военным министром Александром Жуковским. Была сформирована Славянская группа (Донецкая группа) в составе трёх пехотных, артиллерийского и сапёрного полков.
Группа должна была отправиться в направлении Лозовая-Славянск для освобождения от большевистских частей Донецкого бассейна, захватить там уголь послать его в Киев, запустить все рудники и запустить движение на железнодорожных путях по всем линиям.  Организацию и командировки этого формирования запорожцев вел сам генерал Александр Натиев.
15 апреля украинские войска после 12-часового боя одержали станцию Барвенково. Здесь они потеряли 9 убитых и 59 раненых. После боя части ДКР отступили в направлении Славянска их всю ночь преследовал Богдановский полк. Утром 17 апреля Богдановский полк уже находился в окрестностях Славянска большевиков в городе не было  они отступили на Бахмут.
17 апреля 3-й Гайдамацкий пехотный полк во главе с полковником  В. Сикевичем   занял  Славянск, части Немецкой и Украинской армии встретили священнослужители  с хоругвями, за которыми шли члены местной думы — купцы, либералы, меньшевики и эсэры, во главе с бывшим каторжанином И. Я. Зубашевым (эсэр). На площади возле собора был парад, потом молебен, а в городской управе в это время стояла очередь доносчиков.
18 апреля авангард Донецкой группы занял  Бахмут. В городе были незначительные перестрелки.
Оставив  в Славянске сотню под командованием Волоха и Виноградова, 21 апреля Славянская группа направилась к Краматорску. В центре колоны шла сотня Ляховича,  справа шёл Дорошенковский полк, слева - Богдановский полк. Вперед были высланы дозоры.
К полудню Славянска группа вошла в Краматорк. Их встретило местное население  хлебом с солью и поднесли коннице украинский флаг с надписью " Пусть это знамя будет благословеньем рабочих в борьбе за независимую, соборную Украину ! Мы с вами ! ".  Сотник Ляхович принял знамя и сказал:
"Мы с гордостью принимаем ваше благословенье и будем все делать, чтоб ваше желание исполнить и чтоб по всей Украине и везде спели радостную песню "Ще не вмерла Україна". А это должно быть, ведь войско и рабочие это непобедимая сила.  Слава вам и всем рабочим по Украине, которые также думают как вы."
Отдохнув в Краматорске казаки двинулись дальше. Вечером  казаки вошли в Дружковку Дорошенковский полк стал на дежурство а вся группа пошла отдыхать.  Уже все заставы приехали не было только хорунжего Матюшенко с тремя казаками . Ляхович выслал пластунов для поиска пропавших .  22 апреля утром  возле шахты нашли двух убитых казаков и коня, чуть позже принесли раненого казака Гадюку и хорунжего,  Оказалось что вечером на них напала группа неизвестных , которая раненого казака и хорунжего кинули в шахту а убитых оставили на поверхности. Раненых осмотрел врачь и отправил в госпеталь в Славянск.
Утром 21 апреля немецкие войска совместно с формированиями УНР вошли в Дебальцево, окончательно разорвав связь между защитниками Юзовки и Луганска.
22 апреля группа Синкевича двинулась на юго восток через Константиновку, впереди шел полк им. Дорошенко, в левой колоне немцы, в правой колоне конница.
Далее группа полковника Сикевича вместе с немецкими войсками заняли после дневного боя 25 апреля станцию Никитовка. Здесь особенно отличилась 6 сотня 1 пехотного полка во главе с сотником Коваленко. После боя в Горловке и Никитовке была выставлена охрана а казаки остановились на отдых . В месте где отдыхали казаки собрались местные шахтёры и рабочие, которые вели дискуссии  с  ними, атмосфера была напряженная.
В одном месте местный оратор говорил на украинском :
```
- Ну слава Богу, мы свободные и мы теперь хозяева на своей земле и в своем доме, как говорил Шевченко "Где своя правда и сила и судьба".
На что ему русский спрашивал:
- А нас что значит вон ?
Ему ответил казак:
- Мы вас не выбрасываем, но если вам тут не хорошо, ищите другое место,идите куда хочите, хоть ко всем чертям. Достаточно мы тут с вами имели мучения   и мороки. Куда не придешь кого не спросишь, ответ один "не понимаю" . Ну теперь мы говорим вам говорите вы нам по нашему "бо вас не розуміємо (не  понимаем)".
```

В это время сотник Байлов начал зачитывать IV Универсал Центральной рады , местное население негативно отреагировало на пункт где говорилось про национализацию шахт и заводов, но не указано какую пользу будут иметь рабочие. На общем собрании рабочие решили избрать депутатов и отправить в Киев за разъяснениями .
В это же время неизвестные в Славянске подложили бомбу в казарму третей сотни никто не пострадал но здание было повреждено. Вечером пятеро не известных кидали гранаты в сторону рабочих которые ремонтировали на станции Никитовка технику, на звуки взрывов прибежали казаки которые преследовали неизвестных двоих убили.
После занятия Горловки наступление запорожцев велось в трёх направлениях на Юзовку, Дебальцево и Попасную.
24 апреля казаки Славянской группы высадились на станции Колпаково, которая находилась на границе УНР и Донской республики.  Как только установили телеграфную линию Синкевич выслал телеграму в Киев, Военному министру, Главе Центральной рады, Генералу Натиеву, и Симону Петлюре.
```
" 24  апреля 1918 года в 3 часа 24 минуты , войска славянской группы заняли станцию Колпаково, которая на границе Украины и земель области войска Донского, и выгнали врагов далеко за границу . С этого дня желто голубой флаг на границе этих земель давал знать всему миру, что украинский народ имеет своё государство свободное и независимое. Слава украинскому народу, который скинул со своей матери цепи, которые она носила триста лет. Союзники наши в двух переходах  за нами".
```

Отаман Синкевич.
Отаман Нитиев поблагодарил и поздравил всю группу от своего имени и от войск крымской группы, и от тех для кого свободная Украина это мечта счастье.
Пришла телеграмма и от Симона Петлюры:
```
"Пусть будет вам всем, мои любимые запорожцы, вечная слава ! Вы сделали ту работу , о которой мечтал наш народ целые века !                    Симон Петлюра 
[
10
]
```

В конце мая 1918 года генерал Натиев по приказу с Киева  приказал главнокомандующему Донецкой группы УНР Синкевичу чтоб его части покинули Донбасс, и немедленно передала охрану всего региона, местной гражданской, железнодорожной и немецкой власти. Первым в новый пункт назначения в Сватово уехал Дорошенковский полк под командованием полковника Загродского, за ним поехали гайдамаки под командованием Савельева вместе с штабом Донецкой группы и генералом Синкевичем, последними с Донбасса выехал Богдановский полк под командованием полковника Шаповалова.